# Houghton Lake
Houghton Lake – jednostka osadnicza w Stanach Zjednoczonych, w stanie Michigan, w hrabstwie Roscommon.